# Arseni Zverev
Arseni Grigorievitch Zverev (em russo: Арсе́ний Григо́рьевич Зве́рев) (2 de março de 1900 - 27 de julho de 1969) foi um político russo soviético. Foi Comissário Popular das Finanças (Narkomfin) entre 1938 e 1946 e Ministro das Finanças entre 1946 e 1960.